# 鲁维耶尔圣母村
鲁维耶尔圣母村（法語：Notre-Dame-de-la-Rouvière，法語發音：[nɔtʁ dam də la ʁuvjɛʁ]）是法国加尔省的一个旧市镇，位于该省西北部，属于勒维冈区。2019年，鲁维耶尔圣母村与市镇瓦勒罗格合并为新市镇瓦勒代古阿勒。

## 地理
鲁维耶尔圣母村（44°2'54"N, 3°42'4"E）面积16.49 平方千米，位于法国奧克西塔尼大區加尔省，该省份为法国南部沿海省份，南端濒地中海，北起顺时针与阿尔代什省、沃克吕兹省、罗讷河口省、埃罗省、阿韦龙省和洛泽尔省接壤。
与鲁维耶尔圣母村接壤的市镇（或旧市镇、城区）包括：莱斯特雷许尔、莱普朗捷、圣安德烈-德马让库勒、圣马夏尔、苏多尔格、瓦勒罗格。

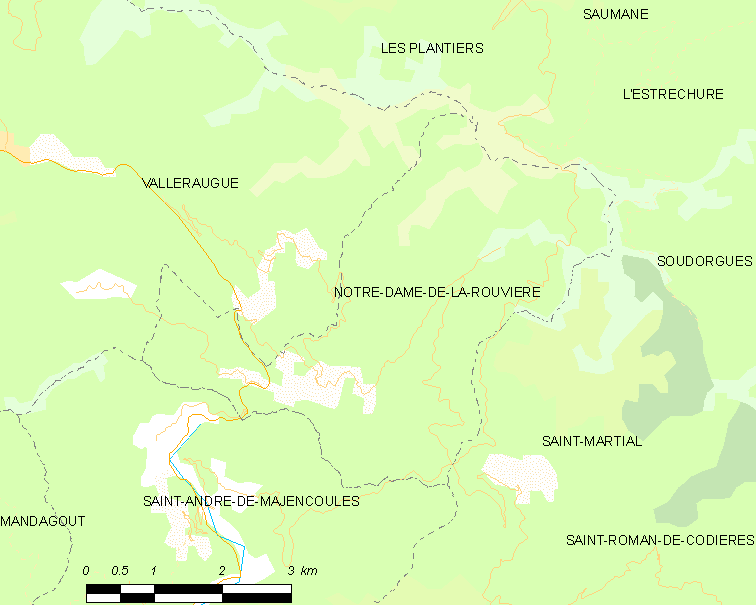
鲁维耶尔圣母村的OSM定位图

鲁维耶尔圣母村的时区为UTC+01:00、UTC+02:00（夏令时）。

## 行政
鲁维耶尔圣母村的邮政编码为30570，INSEE市镇编码为30190。

## 政治
鲁维耶尔圣母村所属的省级选区为勒维冈县。

## 人口

1962-2008年间鲁维耶尔圣母村人口变化图示

鲁维耶尔圣母村于2015时的人口数量为417人。